# 西白兔镇
西白兔镇，是中华人民共和国山西省长治市潞州区下辖的一个乡镇级行政单位。原为西白兔乡，2021年撤乡设镇。并将原故县街道的漳村矿、七四四五、电化3 个社区居委会划归西白兔镇管辖。

## 行政区划
截至2021年末，西白兔镇下辖3个社区及7个行政村：
漳村矿社区、七四四五社区、电化社区、西白兔村、窑上村、霍家沟村、小河堡村、漳村、中村和南村。